# Claude Louis Hector de Villars
Claude Louis Hector de Villars (n. 8 mai 1653, Moulins - d. 17 iunie 1734 Torino) a fost ultimul mare general al lui Ludovic al XIV-lea al Franței și unul din cei mai străluciți comandanți militari din istoria militară a Franței. A fost unul din cei șase Mareșali ai Franței care a fost promovat Maréchal général des camps et armées du roi⁠(fr)[traduceți] („Mareșal General al Franței”).

## Cariera timpurie
Villars s-a născut la Moulins pe 8 mai 1653. Era fiul lui Pierre Villars, diplomat și consilier de stat al Franței și al Mariei Gigaut Bellefonds. Studiază la colegiul Jully în perioada 1664-1668 și în 1671 intră în rândurile armatei franceze. În 1687 este trimis la Munchen, în calitate de reprezentant neoficial, pentru a începe negocierile cu Electorul de Bavaria pentru a-l convinge, fără succes, la o politică favorabilă Franței. Ascensiunea sa este favorizată de Madame de Maintenon, care îl contracarează pe adversarul său, ministrul Louvois. În 1698 este trimis ca ambasador la Viena, unde activitatea sa este apreciată de către Ludovic al XIV-lea. Participă la războiul din Olanda și la Asediul de la Maastricht se face remarcat pentru bravura sa, iar după sângeroasa Bătălia de la Seneffe, este avansat colonel al regimentului de cavalerie.

## Războiul Succesiunii Spaniole

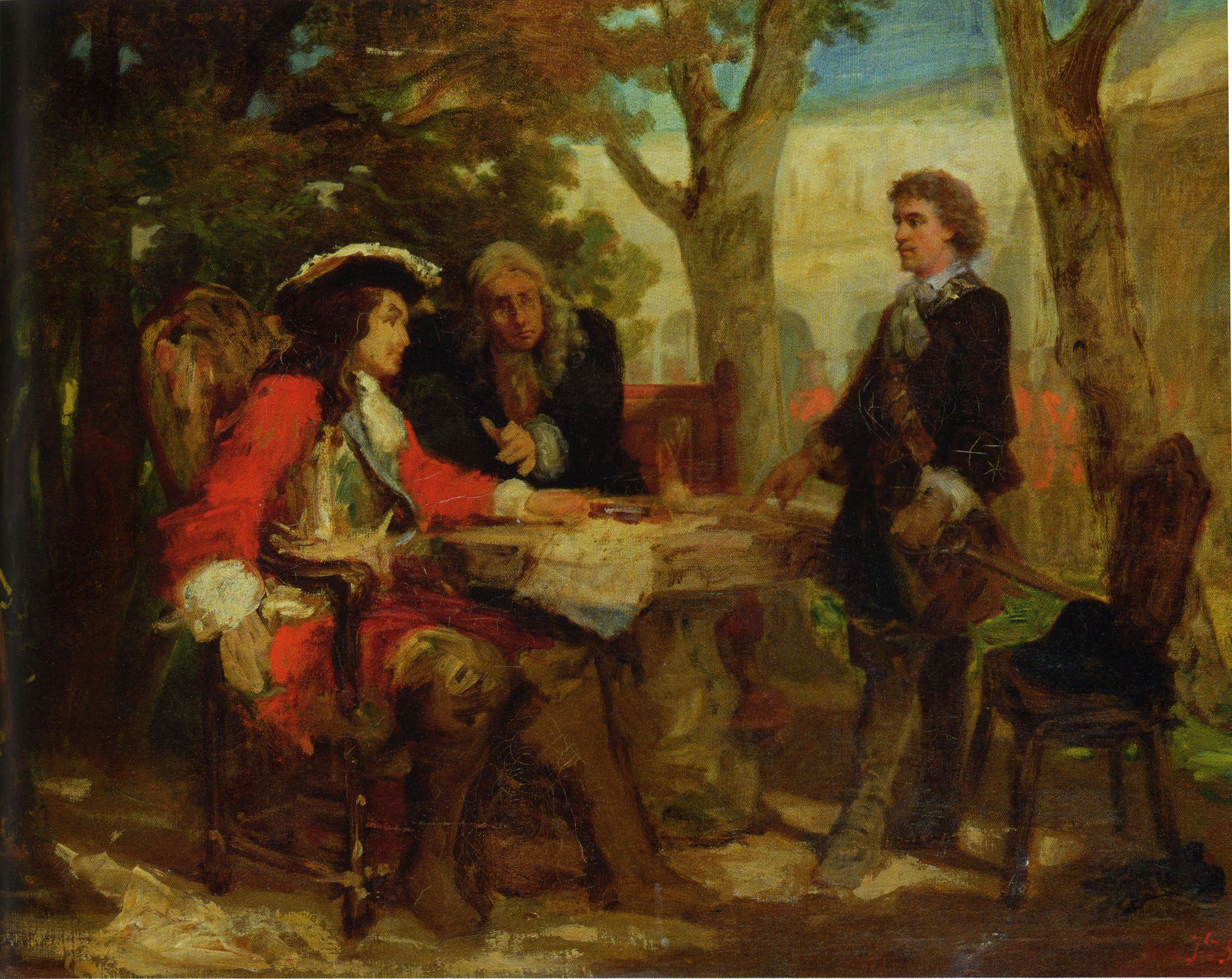
Întâlnirea dintre Villars şi Jean Cavalier, unul din conducătorii revoltei camisard, la Nimes pe 17 mai 1704.

Villars își începe ascensiunea militară la cincizeci de ani, în timpul Războiului Succesiunii Spaniole, probabil pentru că fusese considerat prea nechibzuit pentru a comanda o armată. După victoria sa asupra prințului de Baden în Bătălia de la Friedlingen din 20 octombrie 1702, devine Mareșal al Franței. Anul următor împreună cu Maximilian al II-lea Emanuel, Elector de Bavaria intră în Tirol și cucerește Kufstein, Hall și Innsbruck ajungând până la Vipiteno, unde cei doi comandanți sunt nevoiți să se retragă din cauza revoltei muntenilor tirolezi. Tot împreună cu prințul elector al Bavariei învinge trupele imperiale la Hochstadt, în 20 septembrie 1703. În martie 1704 este trimis la Cevenne să-l înlocuiască pe Nicolas Auguste de la Baume, marchiz de Montrevel, care nu reușise să înăbușe revolta camisard⁠(fr)[traduceți]. Reușește acolo unde predecesorii săi au falit. Alternând oferte de amnistie cu măsuri militare eficiente, reușește să-i dividă pe conducătorii revoltei și să-i facă să se predea. Datorită rezultatului pozitiv al revoltei, care îi provocase multe dureri de cap lui Ludovic al XIV-lea,  este numit Cavaler al Ordinului Saint-Esprit și primește titlul de duce.

## Învingător la Denain

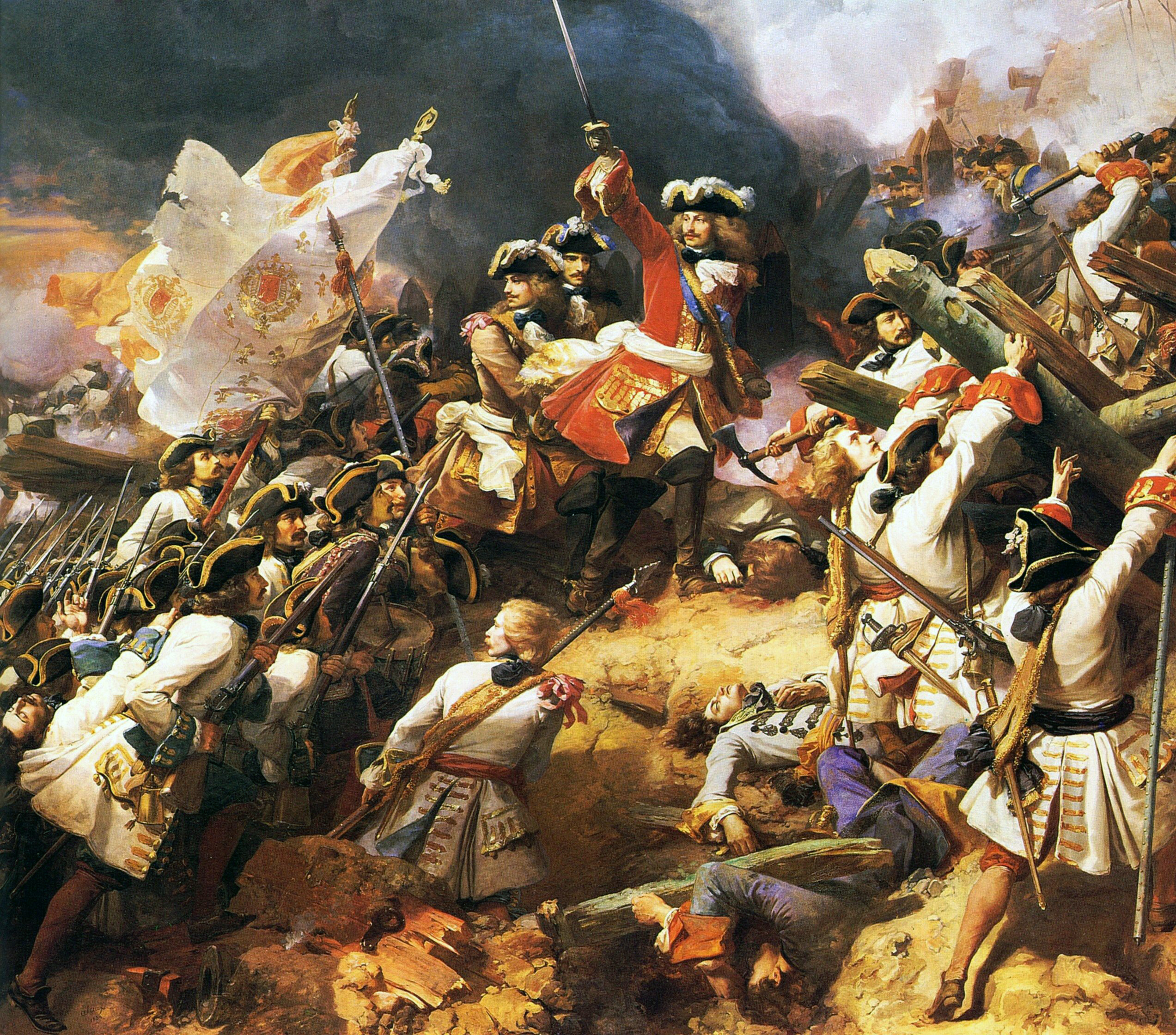
Villars victorios la Denain de Jean Alaux.

După numeroasele înfrângeri suferite de francezi în perioada 1704-1708, primește comanda armatei franceze din Țările de Jos. Aici, pe 11 septembrie 1709, (bătălia de la Malplaquet) se confruntă cu trupele imperiale, sub comanda Prințului Eugen de Savoia, dispuse pe flancul drept și trupele engleze, olandeze, prusiene și de Hanovra, sub comanda Ducelui de Marlborough, pe flancul stâng. A fost una din cele mai crunte bătălii ale secolului și s-a sfârșit cu o victorie formală a trupelor imperiale care i-au constrâns pe francezi să se retragă în Valenciennes, dar cu un bilanț al victimelor în mod decis nefavorabil învingătorilor: 21000 de morți și răniți pentru învingători și 12000 pentru francezi. Ceea ce îl face pe Villars să-i scrie regelui Ludovic al XIV-lea: Dacă Dumnezeu ne va ajuta să pierdem încă o astfel de bătălie, Maiestatea sa poate fi sigură că inamicii vor fi distruși. Villars este grav rănit în timpul bătăliei la un genunchi. După bătălie este făcut Pair al Franței. Încă suferind din cauza rănii de la Malplaquet, în 1712, cu victoria surpriză de la Denain salvează armata franceză de o nouă înfrângere. În același an devine guvernator de Provence, poziție ce o va păstra până la moarte.

## Pacea de la Rastatt
În 13 iulie 1713 Anglia închidea conflictul cu Franța prin Tratatul de la Utrecht, urmată de alte puteri ale alianței. Astfel au loc tratative între Sfântul Imperiu Roman și Franța. Respectivii reprezentanți, Villars pentru Regatul Franței și Prințul Eugen de Savoia pentru imperiu, se întâlnesc la Rastatt pe 26 noiembrie 1713. După tratative extenuante, cei doi reușesc să facă o schiță a acordului, dar în timp ce împăratul este destul de mulțumit, Ludovic al XIV-lea îl dojenește aspru pe Villars reproșându-i că a făcut prea multe concesii și respinge proiectul de pace. Doar după ultimatumul prințului Eugen, regele Ludovic, deja bătrân, după câteva modificări minore acceptă, astfel pe 6 martie 1714 este semnat Tratatul de la Rastatt.  

## Mareșalul general al lui Ludovic al XIV-lea

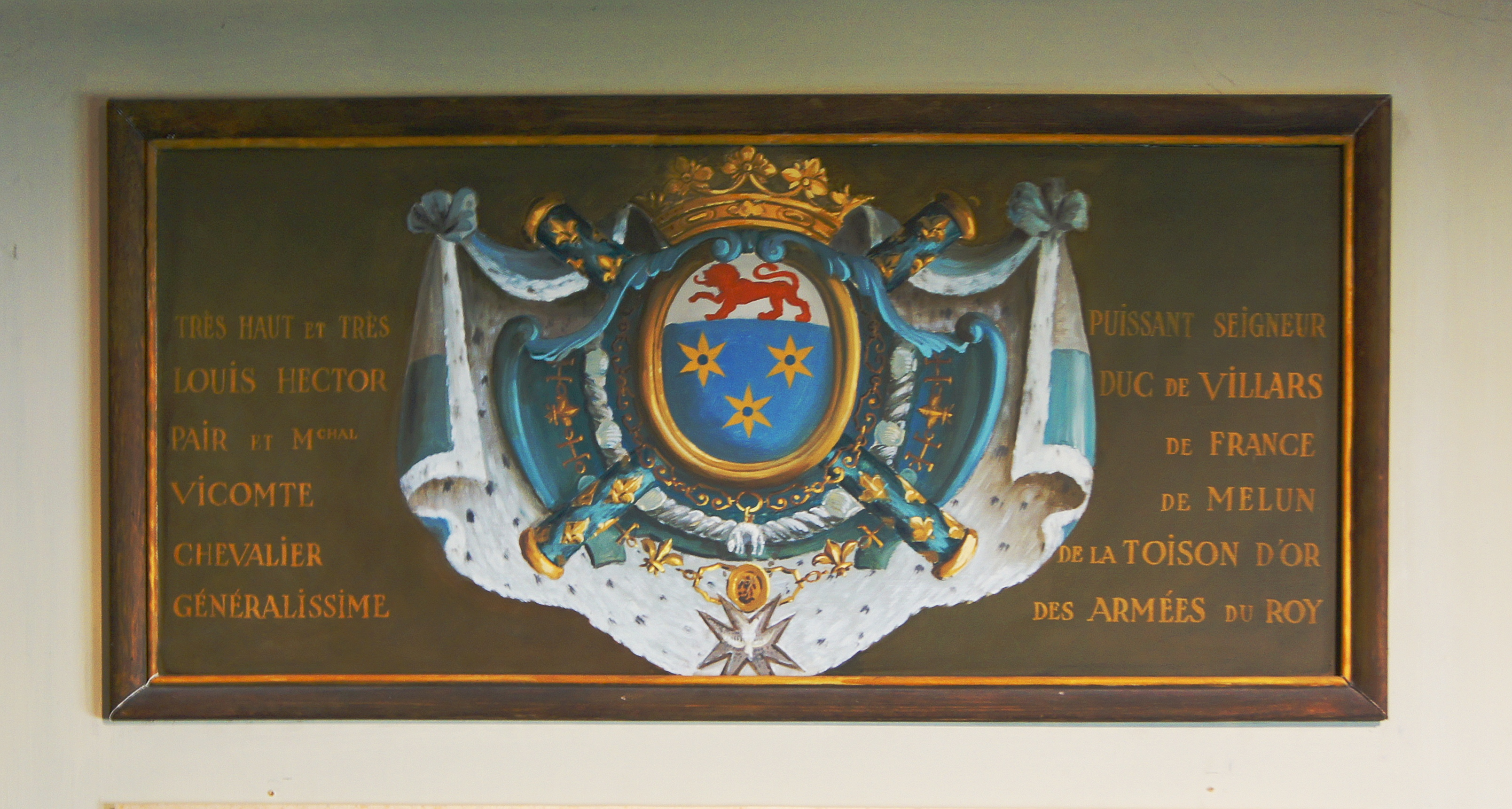
Stema ducelui de Villars la castelul Vaux-la-Vicomte

În 1714 este ales membru al Academiei Franceze. Între 1715-1718 prezidează Consiliul de Război. În 1734, cu un an înainte de moartea sa, primește de la Ludovic al XIV-lea rara demnitate de Mareșal General al Franței. În 1734, Villars încă în mare formă la cei 81 de ani ai săi, primește comanda a 40000 de francezi, 12000 de piemontezi și 21000 de spanioli pentru a cucerii Milano în trei luni, în timpul Războiului de succesiune polonez și moare în patul său la Torino pe 17 iunie 1734. 

## Personalitate
Voltaire a spus despre el: "Cunoștea pe de rost cele mai frumoase scene din Corneille, Racine și Molière. L-am auzit spunând într-o zi unui foarte celebru om de stat uimit că știa atât de multe despre comedie: Am jucat mai puțin decât dumneavoastră, dar sunt în avantaj."
Memoriile lui Villars ne arată un fanfaron pleine d'honneur, cum îl numea Voltaire.
Se spune că atunci când a aflat că Berwick a fost ucis de o ghiulea care i-a retezat capul ar fi spus: Acest om a avut mereu mai mult noroc decât mine
A fost lăudăros și lacom de onoruri și avere, dar în același timp a fost un om de onoare și de mare curaj și un soldat foarte priceput.
Mareșalul Villard, devenit celebru după victoria de la Denain, era un general prudent, dar când era necesar știa să își riște viața ca un soldat. Înaintea unei bătălii ce promitea să fie foarte sângeroasă, când i s-a cerut să-și pună o platoșă a refuzat și a spus cu voce tare în mijlocul trupelor sale: Nu cred că viața mea este mai prețioasă decât cea a acestor soldați curajoși.

## Urmași
S-a căsătorit în 1702 cu Jeanne Angelique Rocque de Varengeville și au avut un fiu Honoré-Armand, duce de Villars, născut pe 4 decembrie 1702. A fost brigadier general, membru al Academiei Franceze și protectorul lui Voltaire. A murit în 1770 fără moștenitori.

## Legături externe
- en Armata franceză 1600-1900